# Spanische Mannschaftsmeisterschaft im Schach 1985
Die spanische Mannschaftsmeisterschaft im Schach 1985 war die 29. Austragung dieses Wettbewerbes und wurde mit zehn Mannschaften ausgetragen. Meister wurde die Mannschaft von CE Terrassa, neben dieser qualifizierte sich auch der Vizemeister UGA Barcelona direkt für die Endrunde der spanischen Mannschaftsmeisterschaft 1986. Der Titelverteidiger CE Vulcà Barcelona musste sich nach fünf Titeln in Folge mit dem dritten Platz begnügen, dabei war dieser gleichauf mit dem Vizemeister UGA Barcelona und hatte nur einen halben Rückstand auf den Meister CE Terrassa.

## Modus
Die zehn teilnehmenden Mannschaften spielten ein einfaches Rundenturnier, die beiden Ersten qualifizierten sich direkt für die Endrunde der spanischen Mannschaftsmeisterschaft 1986. Gespielt wurde an vier Brettern, über die Platzierung entschied zunächst die Anzahl der Brettpunkte (ein Punkt für einen Sieg, ein halber Punkt für ein Remis, kein Punkt für eine Niederlage), anschließend die Anzahl der Mannschaftspunkte (zwei Punkte für einen Sieg, ein Punkt für ein Unentschieden, kein Punkt für eine Niederlage) und danach der direkte Vergleich.

## Termine und Spielort
Das Turnier wurde in Benidorm ausgetragen.

## Abschlusstabelle
| Pl. | Verein                 | Sp | Brett-P.  |
| --- | ---------------------- | -- | --------- |
| 01. | CE Terrassa            | 9  | 24,0:12,0 |
| 02. | UGA Barcelona          | 9  | 23,5:12,5 |
| 03. | CE Vulcà Barcelona (M) | 9  | 23,5:12,5 |
| 04. | CAC Labradores Sevilla | 9  | 22,5:13,5 |
| 05. | Asociación Barcinona   | 9  | 20,0:16,0 |
| 06. | GC Covadonga           | 9  | 16,0:20,0 |
| 07. | Ateneo Marítimo        | 9  | 15,0:21,0 |
| 08. | Caja de Canarias       | 9  | 15,0:21,0 |
| 09. | CE Barcelona           | 9  | 10,5:25,5 |
| 10. | La Vila-Centra         | 9  | 10,0:26,0 |

### Entscheidungen
|     | spanischer Mannschaftsmeister: CE Terrassa                                                             |
|     | qualifiziert für die Endrunde der spanischen Mannschaftsmeisterschaft 1986: CE Terrassa, UGA Barcelona |
| (M) | Titelverteidiger                                                                                       |

## Die Meistermannschaft
| 1.            | CE Terrassa                                                                               |
| Schachfiguren | Víctor Manuel Vehí Bach, Juan Pomés Marcet, Anton Joanpera Morales, Marcel Ubach Miralda. |